# Objekt (Grammatik)
Ein Objekt (traditionell auch Satzergänzung genannt) ist in der Grammatik eine Ergänzung, die vom Prädikat gefordert wird und mit diesem (normalerweise) enger verbunden ist als das Subjekt. Beispiel im Deutschen: „Anscheinend habe ich mein Passwort vergessen“; im Englischen: „I apparently forgot my password.“
Ein Objekt erhält zudem eine spezielle Markierung als abhängiger Satzteil, je nach Sprache zum Beispiel durch einen vom Verb vergebenen Kasus oder durch eine festgelegte Position im Satz, sowie eine semantische Rolle. Neben den Kategorien Substantiv bzw. Pronomen können auch durch Präpositionen eingeführte Einheiten (Präpositionalphrasen) als Objekt dienen, oder auch Gliedsätze oder satzwertige Infinitive.
Ein Verb, das ein Objekt verlangt, wird auch als transitives Verb bezeichnet; allerdings wird dieser Begriff oft zusätzlich auf bestimmte Arten von Objekten eingeschränkt, siehe unter Transitivität (Grammatik).

## Bezug der Bezeichnung „Objekt“
In der Hauptsache bezieht sich der Begriff „Objekt“ auf eine grammatische Funktion auf der Satzebene, d. h. auf ein Satzglied. Es handelt sich dann um Ergänzungen des Verbs, die vom Verb regiert werden. In einem erweiterten Sinn werden manchmal auch Ergänzungen anderer Wortarten als deren Objekte bezeichnet, d. h. Ergänzungen von Adjektiven oder Präpositionen. Dort können im Deutschen auch dieselben Kasus (Akkusativ, Dativ) an den Ergänzungen regiert werden wie bei Objekten des Verbs. Für eine solche Verallgemeinerung kann auch der Begriff des Komplements benutzt werden. Wenn man die Ergänzung einer Präposition als ihr Objekt bezeichnet, ist zu beachten, dass dieser Sachverhalt vom Begriff des Präpositionalobjekts zu unterscheiden ist. 
Im vorliegenden Artikel wird die Bezeichnung Objekt im engeren Sinn eines Satzglieds aufgefasst; ansonsten siehe die Stichworte Adjektivphrase, Präpositionalphrase und Komplement (Syntax).

## Abgrenzung zum Subjekt und zwischen verschiedenen Arten von Objekten

### Nominativ und Kongruenz
Das Subjekt eines Satzes lässt sich im Deutschen als dasjenige Satzglied bestimmen, das Nominativ-Kasus trägt und mit dem die finite Verbform des Prädikats in ihren Merkmalen übereinstimmen muss (Kongruenz). So lassen sich Objekte im Deutschen abgrenzen als die übrigen vom Verb regierten Ergänzungen, die die Verbform nicht beeinflussen und die keinen Nominativ tragen können. Diese Abgrenzung gilt jedoch nicht für alle Sprachen, da Kongruenz mit einem Objekt oder Objekte mit Nominativkasus in manchen Sprachen vorkommen (ein Beispiel einer Sprache, die beides hat, ist Hindi).

### Nähe des Objekts zum Verb
Die Reihenfolge der Satzteile ist im Deutschen relativ frei, so dass z. B. Subjekt und Objekte im Prinzip in verschiedenen Abfolgen vorkommen können. Hierbei ist jedoch in der Regel eine Abfolge als Grundreihenfolge erkennbar, da sie keine besonderen Hervorhebungseffekte auslöst. In dieser Hinsicht unterscheidet sich der zweite Satz, der das Objekt vor dem Subjekt zeigt, vom ersten; die Abfolge im ersten Satz wirkt neutral und ist die Grundreihenfolge (für dieses Argument muss die Nebensatz-Wortstellung betrachtet werden; der Grund für diese Komplikation ist im Artikel V2-Stellung erklärt):
```
(Ich sah, dass …) 
zwei Männer eine Kiste in den Hof trugen.
   (Subjekt – Objekt – Prädikat im Nebensatz)
(Es war klar, dass …)
 DIESE Kiste ZWEI Männer tragen mussten.
 (Objekt – Subjekt – Prädikat; Betonungseffekte)
```

In der unmarkierten Wortstellung ist das Objekt also näher am Verb als das Subjekt. Noch deutlicher zeigt die Verschiebeprobe, dass Verb und Objekt enger zusammenhängen als Verb und Subjekt:
```
[
Die Kiste
 in den Hof 
tragen
] konnten nur zwei kräftige Männer.
NICHT: * [Nur zwei kräftige Männer in den Hof 
tragen
] konnten 
die Kiste.
```

Eine Verbindung wie [die Kiste tragen] ist verschiebbar unter Ausschluss des Subjekts, bildet also gegenüber dem Subjekt eine engere Einheit. Subjekt und Verb unter Ausschluss des Objekts sind in diesem Beispiel nicht gemeinsam verschiebbar.
Es gibt im Deutschen einige Verben, die Ausnahmen bilden, indem bei ihnen die üblichen Tests eine Stellung des Akkusativs oder Dativs vor dem Nominativ als Grundreihenfolge ausweisen; siehe hierzu Subjekt (Grammatik) #Subjekte, die nicht hierarchisch höchste Ergänzung des Verbs sind.

### Die Begriffe „direktes“ und „indirektes Objekt“
Unter den Objekten ist eine Unterscheidung zwischen „direkten“ und „indirekten“ Objekten gängig. Im Deutschen wird auch diese Unterscheidung im Wesentlichen am Kasus festgemacht: Der Begriff „indirektes Objekt“ ist in der deutschen Grammatik im Wesentlichen deckungsgleich mit dem Begriff „Dativobjekt“. Mit dem Begriff „direktes Objekt“ werden Objekte zusammengefasst, die entweder den Akkusativ tragen oder als Objekt-Gliedsätze gar keine Kasusmarkierung haben, siehe den gleich folgenden Abschnitt.

### Nachweis von Objekt-Sätzen
Einen Sonderfall stellen Nebensätze dar, die die Funktion von Objekten (ebenso wie auch Subjekten) haben können, zum Beispiel die sogenannten Inhaltssätze, die mit dass oder, als indirekte Fragen, mit ob oder einem anderen Fragewort eingeleitet werden – diese Sätze tragen kein Kasusmerkmal, sie können aber als Objekte erwiesen werden, indem man sie durch ein Pronomen ersetzt:
```
„Ich sah 
einen großen Vogel
“          (Akkusativobjekt bei ‚sehen‘)
„Ich sah, 
dass es geregnet hatte
“     (dass-Satz als Objekt von ‚sehen‘)
„Ich habe 
es
 auch gesehen.“           (Pronomen als Objekt, evtl. als Ersetzung eines Satzes)
„Ich kann nicht sehen, 
ob es regnet.
“ (indirekter Fragesatz als Objekt, ebenfalls durch 
es
 ersetzbar).
```

Dasselbe gilt für bestimmte Infinitive mit zu:
```
„Der Oberförster versprach mir, sich zu rasieren.“
„Der Oberförster versprach 
es
 mir.“
```

Die Ersetzung mit es zeigt, dass die Infinitivgruppe sich zu rasieren das direkte Objekt des Verbs versprechen ist, das Pronomen mir ist daneben ein indirektes Objekt (Dativobjekt).
Nebensätze als Objekte haben aus unabhängigen Gründen ihre bevorzugte Stellung ganz am Ende des Hauptsatzes (im sogenannten Nachfeld; siehe unten).

## Aspekte der Bedeutung
Der Begriff Objekt bezeichnet eine grammatische Funktion und ist als solche nicht direkt über eine bestimmte Bedeutung definierbar (ebenso wenig wie Subjekt). Generell lässt sich aber der Zusammenhang feststellen, dass das Objekt eine semantische Rolle trägt, die im Vergleich zum Subjekt desselben Satzes die passivere ist. Typisch für das direkte Objekt ist die Rolle „Patiens“ oder „Thema“, also der Gegenstand, der im Ereignis eine Einwirkung oder Veränderung erfährt. 
Daneben können Objekte aber auch Ortsangaben beinhalten (Er verließ den Raum), Gegenstände bezeichnen, die erst im Ereignis entstehen (Er komponierte zwei Opern) oder die gar nicht existieren (Ich vermisse etwas / Er sucht den Stein der Weisen), sowie verschiedene weitere Rollen übernehmen – außer Agens. 
Treten zwei Objekte auf, so ist das indirekte Objekt dasjenige, das der Handlung weniger stark unterworfen ist (z. B. „Rezipient“). Zum Beispiel ist in dem Satz: „Er schickte seiner Tante eine Postkarte“ eine Postkarte das Akkusativobjekt, weil sie im Ereignis ihren Ort verändert, eine typische Thema-Eigenschaft. Insofern ist die zweite Ergänzung seiner Tante weniger betroffen und erhält den Dativ. (Für weitere Einzelheiten siehe den Artikel Semantische Rolle).

## Formen von Objekten im Deutschen
Objekt eines Verbs können Nominalphrasen (Substantivgruppen) bzw. Pronomen, aber auch Nebensätze oder Präpositionalphrasen sein. Diese werden im Folgenden einzeln dargestellt.

### Substantivgruppen als Objekte
Bei Substantivgruppen bzw. Nominalphrasen spielt der jeweilige Kasus eine wesentliche Rolle für die weitere Einteilung. Zu beachten ist, dass der Kasus ein Merkmal ist, das ein Verb an die gesamte Substantivgruppe zuweist, selbst wenn er nur an einzelnen Wörtern in dieser Gruppe zu sehen ist.
Die Tatsache, dass Objekte vom Verb kasusregiert sind, ergibt den wesentlichen Unterschied zu den grammatischen Funktionen Adverbial und Prädikativ, obwohl diese auch die Form von kasustragenden Substantivgruppen annehmen können. Jedoch erscheint ein Adverbialkasus frei, ohne Rektion und nur durch die adverbielle Bedeutung ausgelöst; der Kasus an Prädikativa erscheint durch Kongruenz mit einem Subjekt oder Objekt statt durch Rektion (siehe unter: Prädikativum #Der Kasus von substantivischen Prädikativa).
Der Nominativkasus des Subjekts hängt im Deutschen und vielen anderen Sprachen davon ab, dass das Verb in einer finiten Form steht. Im Unterschied dazu ist der Kasus eines Objekts unabhängig von der Finitheit; daher können Verben im Infinitiv sowie (Präsens-)Partizipien Objekte haben, aber kein Subjekt.

#### Akkusativobjekt (direktes Objekt)
Dem Akkusativobjekt entspricht das Fragewort „wen oder was?“ Akkusativobjekte haben einen besonderen Status, der mit dem Begriff der Transitivität in Zusammenhang steht. In einem engeren Sinn werden nur die Verben als transitive Verben bezeichnet, die (u. a.) ein Akkusativobjekt bei sich haben, während Verben, die nur einen Dativ oder ein andersartiges Objekt bei sich haben, in einem engeren Sinn dann nicht transitiv genannt werden (es gibt jedoch auch eine weiter gefasste Verwendung des Begriffs transitiv, die Ergänzungen auch einschließt, wenn sie anders als mit dem Akkusativ markiert sind).
Beispiele für Akkusativobjekte:
```
„Ich liebe 
dich.
“
„Ich glaube dir 
das
 nicht.“
„Er gibt mir 
das Buch.
“
„Ich gebe dem Haus 
einen neuen Anstrich.
“
„Ich schreibe 
einen Brief.
“
„Ich streiche 
eine Wand
 mit Farbe an.“
```

Transitive Verben, die mit dem Hilfsverb werden ins Passiv gesetzt wurden, haben dann als Subjekt die Ergänzung, die im Aktiv direktes Objekt wäre. Hierin unterscheidet sich der Akkusativ vom Dativ, der im Passiv mit werden erhalten bleibt:
```
Dabei unterstützten sie 
ihn
 großzügig. – Dabei wurde 
er
 großzügig unterstützt.
Dabei halfen sie 
ihm
 großzügig. – Dabei wurde 
ihm
 großzügig geholfen.
```

Aus diesem Grund wird der Akkusativ bei transitiven Verben als ein struktureller Kasus bezeichnet, d. h., er ist ein Kasus, der nicht allein vom Verb abhängt, sondern in dessen Vergabe auch allgemeine grammatische Regeln eingreifen (im Gegensatz zum Dativ bei helfen, der ein lexikalischer Kasus ist). Diese Eigenschaft hat der (strukturelle) Akkusativ mit dem Nominativ gemeinsam (auch wenn die Bedingungen der Nominativzuweisung andere sind, wie oben schon angemerkt).

#### Dativobjekt (indirektes Objekt)
Das Dativobjekt antwortet auf die Frage „wem?“ Ein Dativobjekt tritt entweder als einzige Ergänzung oder als zweite Ergänzung neben einem Akkusativ auf. Beispiele:
```
„Ich schreibe 
dir
 eine Mail.“ – Frage: „
Wem
 schreibe ich eine Mail?“
„Ich glaube 
dir,
 dass es so war.“ – Frage: „
Wem
 glaube ich?“
„Ein Fremder half 
mir
.“
```

Da im Deutschen eine Variante des Passivs mit Hilfsverben wie bekommen existiert, die ein Dativobjekt in ein Subjekt umwandeln, gilt der Dativ in solchen Konstruktionen auch als ein struktureller Kasus:
```
„Wir überweisen 
Ihnen
 den Betrag.“
„
Sie
 bekommen den Betrag überwiesen.“
```

Es gibt Verwendungen des Dativs, in denen er frei zusetzbar ist („freier Dativ“); es ist üblich, auch diese unter die Dativobjekte zu zählen, obwohl sie zugleich als Angaben statt als Ergänzungen klassifiziert werden.
```
„Kannst du 
mir
 den Müll runtertragen?“
         (= für mich)
```

#### Genitivobjekt
Es gibt im Deutschen einige Verben, die eine Ergänzung im Genitiv regieren bzw. regieren können; diese Formen sind jedoch auf dem Rückzug und meist nur noch in gehobener Schriftsprache anzutreffen. In den deutschen Dialekten gibt es mit der Ausnahme des Walliser- und Walserdeutschen keine Genitivobjekte mehr. In Österreich, Süddeutschland und der Schweiz (mit Ausnahme des Wallis) fehlen Genitivobjekte auch in der Standard-Umgangssprache komplett. Der allgemeine Rückgang des Genitivs in der deutschen Sprache betrifft insbesondere die Genitivobjekte; sie werden inzwischen vielfach auch in geschriebener Sprache durch Dative ersetzt.
Beispiele:
```
Ich gedenke 
ihrer.
 – 
Wessen
 gedenkt ihr?
Er beschuldigt mich 
des Diebstahls.

Wir bedürfen 
deiner Hilfe.

Herr erbarme dich 
unser.
  (
unser
 ist der Genitiv des Personalpronomens 
wir
)
Er erinnerte sich 
dessen
 nicht.
Sie erfreut sich 
bester Gesundheit
.
```

Weitere Verben, nach denen Genitivobjekte stehen bzw. stehen können, sind zum Beispiel sich annehmen, sich besinnen, sich bemächtigen, jdn. berauben, entbehren, sich entledigen, ermangeln, harren, sich rühmen, sich schämen, spotten oder jdn. verweisen. Häufiger finden sich Genitivobjekte noch in der Rechtssprache. Hier steht bei einigen Verben mit Akkusativobjekt der Person die Sache im Genitiv. Dazu gehören unter anderen jdn. anklagen, bezichtigen, entheben, überführen, verdächtigen, sowie die veralteten Verben zeihen (= bezichtigen, beschuldigen) und sich [einer Sache] entschlagen (= eine Sache loswerden, auf sie verzichten).
Im älteren Deutsch kamen Genitivobjekte deutlich häufiger vor. So waren sie beispielsweise auch bei den folgenden Verben üblich: achten, begehren, benötigen, jdm. danken (noch geläufig: jdm. der Nachfrage danken), genießen, lachen, pflegen (noch geläufig: der Ruhe pflegen), vergessen (noch im Blumennamen Vergissmeinnicht) oder warten. Besonders ab dem 16./17. Jahrhundert sind sie zunehmend durch Akkusativ- oder Präpositionalobjekte ersetzt worden. In Texten, die sich um einen gehobenen Stil bemühen, finden sich solche veralteten Genitivobjekte gelegentlich auch heute noch.
Zu unterscheiden sind diese Genitive von Genitiven im Inneren eines Satzgliedes, wo sie dann nicht vom Verb regiert sind; beispielsweise ist in dem Satz „Ich gehe durch die Straßen [der Stadt]“ der Ausdruck [der Stadt] ein Attribut, da er nur vom Substantiv Straßen abhängt.

### Präpositionalobjekt
Das Präpositionalobjekt ist ein Objekt mit einer festen, vom Verb geforderten Präposition, zum Beispiel: „Sie wartet auf ihn“. Mit „Präpositionalobjekt“ ist hierbei der gesamte Ausdruck gemeint, also die Präpositionalphrase, die insgesamt die Funktion eines Objekts hat (gemeint ist nicht etwa „das Objekt der Präposition“).
Die Abgrenzung zwischen Präpositionalobjekten und präpositionalen Adverbialen ist im Einzelfall nicht immer eindeutig, im Grundsatz verläuft die Unterscheidung jedoch genauso wie der Unterschied zwischen regiertem Kasus bei Substantiven als Objekten und dem freien Adverbialkasus: Bei einem Präpositionalobjekt stellt die Präposition selbst ein vom Verb regiertes Merkmal dar, analog zur Kasusform bei direkten und indirekten Objekten. Beim Adverbial hingegen ist die Form des Ausdrucks frei wählbar.
Es gibt im Deutschen knapp 20 Präpositionen, die in dieser Weise vom Verb regiert werden und Präpositionalobjekte einleiten können, vor allem: an, auf, aus, für, gegen, in, mit, nach, über, um, von, vor und zu. Präpositionalobjekte treten insbesondere in zwei Satzbauplänen auf: als einziges Objekt eines Verbs („Er denkt an sie“) und zusammen mit einem direkten Objekt („Er informiert sie über das Treffen“).
Weitere Einzelheiten befinden sich im Artikel Adverbiale Bestimmung unter Adverbial und Objekt.

### Nebensätze als Objekte
Folgende Arten von Nebensätzen kommen als direkte Objekte von Verben vor:
- Inhaltssätze mit dass oder ob, bzw. Interrogativpronomen eingeleitet
- Freie Relativsätze mit wen / was, z. B. Ich heirate, wen ich will
- Satzwertige Infinitive (mit zu), z. B. Er versprach, sich bald um das Problem zu kümmern

Manche Nebensätze entsprechen hingegen einem Präpositionalobjekt, ohne dass dies immer direkt sichtbar ist, weil die Präposition beim Nebensatz wegfallen kann. Der Status eines solchen Objektsatzes zeigt sich dann erst bei der Ersetzung durch ein Pronomen deutlich. Beispiel:
```
„Er zwang seine Tochter (dazu), den Fabrikantensohn zu heiraten.“ = „Er zwang seine Tochter 
zu
 dieser Ehe.“
```

Objektsätze haben die syntaktische Besonderheit, dass sie meistens nicht im Satzinneren (d. h. im Mittelfeld) stehen können, sondern am Ende des Hauptsatzes, nach der Endposition des Verbs (rechte Satzklammer) folgen. Hierin unterscheiden sie sich von Adverbialsätzen, die nicht unbedingt nachgestellt werden müssen, und von Akkusativobjekten, die diese Endstellung nie erlauben.
```
Anna hatte nicht erwartet, 
diese Antwort zu bekommen.

= Anna hatte nicht erwartet, 
dass sie diese Antwort bekommen würde.
```

Jedoch nicht:
```
 * Anna hatte erwartet 
diese Antwort,
```

sowie oft weniger akzeptabel
```
? Anna hatte, 
dass sie diese Antwort bekommen würde,
 nicht erwartet.
```

## Objekte im Englischen
Im Englischen wird bei der Klassifizierung von Objekten grundsätzlich anders vorgegangen als im Deutschen. Als Ursache hierfür ist vor allem das Fehlen typischer Kasusendungen zu sehen. Daher kennt das Englische nur drei Typen von Objekten: das direkte (direct), das indirekte (indirect) und das präpositionale (prepositional) Objekt. Ist nur ein einziges Objekt in einem Satz vorhanden, so ist dieses Objekt automatisch ein direktes Objekt. Bei zwei Objekten ist immer der „Empfänger“ (recipient) einer Handlung das indirekte Objekt, das andere Objekt (patient) wird zum direkten Objekt erklärt.
Beispiele:
```
(1) I gave 
her
 (
recipient
, indirektes Objekt) 
the apple
 (
patient
, direktes Objekt).
(2) I asked 
my mother
 (
recipient
) 
a question
 (
patient
).
```

Ein Objekt, welches mit Hilfe einer Präposition eingeführt wird, wird insgesamt als Präpositionalobjekt (prepositional object) bezeichnet. Die Präposition wird hierbei durch das Verb bedingt.
Beispiele:
```
(1) They robbed 
him
 (direktes Objekt) 
of his ring
 (präpositionales Objekt).
(2) I protected 
him
 (direktes Objekt) 
from falling
 (präpositionales Objekt).
```